# Lasioglossum damascenum
Lasioglossum damascenum är en biart som först beskrevs av Pérez 1910.  Lasioglossum damascenum ingår i släktet smalbin, och familjen vägbin. Inga underarter finns listade i Catalogue of Life.